# 佐藤啓介
佐藤 啓介（さとう けいすけ、1950年9月8日 - ）は、日本の実業家である。あみやき亭の創業者、代表取締役会長、社長で、スエヒロレストランシステムの代表取締役会長である。

## 人物・来歴人生
新潟県南魚沼市で生まれ、8歳で父親が脳卒中 に罹患して中学校時代から土木工事現場で働く。1971年に愛知県で兄が経営する食肉販売会社三河屋へ入社 し、1972年に新潟短期大学経済学科を卒業 する。三河屋で1976年に営業部長、1980年に専務取締役 に就く。
1995年に独立してあみやき亭を設立 して代表取締役社長 となり国産牛を使った焼き肉店を展開する。2009年にスエヒロレストランシステムを買収して代表取締役会長となり合理化で決算を黒字化した。
2014年にアクトグループを買収して代表取締役会長となり関東地方へ進出 した。2017年にあみやき亭代表取締役会長 となる。2020年に新型コロナウイルス感染症の世界的流行に対応するため、あみやき亭代表取締役会長兼社長に復帰 する。

## テレビ出演
- 日経スペシャル カンブリア宮殿 お値打ち国産牛で大行列！焼き肉革命児（2017年8月31日、テレビ東京）[8]